# بالا، گوینز
بالا (به انگلیسی: Bala) یک شهرک بازاری در ولز است که در گوینز واقع شده‌است. برابر سرشماری ۲۰۱۱ بریتانیا شهرک بالا ۱٬۹۷۴ نفر جمعیت داشته‌است. دریاچهٔ بالا بزرگترین دریاچهٔ طبیعی در ولز است و شهرک بالا در قسمت شمالی آن قرار دارد.
ماهی سفید دریایی آب شیرین گوینیاد (نام علمی Coregonus pennantii) بومی دریاچهٔ بالا است. این ماهیان نادر که در خطر نابودی گونه‌ای قرار گرفته در پایان آخرین دوره یخبندان، حدود ۱۰٬۰۰۰ سال پیش در این دریاچه به دام افتاده‌اند. یکی از شاخه‌های ماهی سفید تنها در دریاچهٔ بالا یافت می‌شود.